# Taenaris attina
Taenaris attina är en fjärilsart som beskrevs av Hans Fruhstorfer 1911. Taenaris attina ingår i släktet Taenaris och familjen praktfjärilar. Inga underarter finns listade i Catalogue of Life.